# Континуум-гипотеза
Конти́нуум-гипо́теза (проблема континуума, первая проблема Гильберта) — выдвинутое в 1877 году Георгом Кантором предположение о том, что любое бесконечное подмножество континуума является либо счётным, либо континуальным. Другими словами, гипотеза предполагает, что мощность континуума — наименьшая, превосходящая мощность счётного множества, и «промежуточных» мощностей между счетным множеством и континуумом нет. В частности, это предположение означает, что для любого бесконечного множества действительных чисел всегда можно установить взаимно-однозначное соответствие либо между элементами этого множества и множеством целых чисел, либо между элементами этого множества и множеством всех действительных чисел.
Если принять аксиому выбора, то континуум-гипотеза равносильна тому, что {\displaystyle 2^{\aleph _{0}}=\aleph _{1}}.
Первые попытки доказательства этого утверждения средствами наивной теории множеств не увенчались успехом, в дальнейшем была показана невозможность доказать или опровергнуть гипотезу в аксиоматике Цермело — Френкеля (как с аксиомой выбора, так и без неё).
Континуум-гипотеза однозначно доказывается в системе Цермело — Френкеля с аксиомой детерминированности (ZF+AD). При этом утверждение {\displaystyle 2^{\aleph _{0}}=\aleph _{1}} в ней неверно; более того, мощность континуума и {\displaystyle \aleph _{1}} в ней несравнимы.

## История
Континуум-гипотеза стала первой из двадцати трёх математических проблем, о которых Гильберт доложил на II Международном Конгрессе математиков в Париже в 1900 году. Поэтому континуум-гипотеза известна также как первая проблема Гильберта.
В 1940 году Гёдель доказал, что отрицание континуум-гипотезы недоказуемо в ZFC — системе аксиом Цермело — Френкеля с аксиомой выбора, а в 1963 году Коэн с помощью разработанного им метода форсинга доказал, что континуум-гипотеза также недоказуема в ZFC. Оба эти результата опираются на предположение о непротиворечивости ZFC, причём оно является необходимым, так как в противоречивой теории любое утверждение является тривиально доказуемым. Таким образом, континуум-гипотеза является независимой от ZFC.
В предположении отрицания континуум-гипотезы {\displaystyle \mathrm {ZFC+\neg CH} } имеет смысл задавать вопрос: для каких ординалов {\displaystyle \alpha } может выполняться равенство {\displaystyle {\mathfrak {c}}=\aleph _{\alpha }}? Ответ на этот вопрос даёт доказанная в 1970 году теорема Истона.

## Эквивалентные формулировки
Известно несколько утверждений, эквивалентных континуум-гипотезе:
- Прямая {\displaystyle \mathbb {R} } может быть раскрашена в счётное количество цветов так, что ни для какой одноцветной четвёрки чисел {\displaystyle a,b,c,d} не выполняется условие {\displaystyle a+b=c+d}[4].
- Плоскость {\displaystyle \mathbb {R} ^{2}} может быть полностью покрыта счётным семейством множеств, каждое из которых имеет вид {\displaystyle y=f(x)} (то есть имеет единственную точку пересечения с каждой вертикальной прямой) или {\displaystyle x=f(y)} (имеет единственную точку пересечения с каждой горизонтальной прямой)[5].
- Пространство {\displaystyle \mathbb {R} ^{3}} можно разбить на 3 множества так, что они пересекаются с любой прямой, параллельной осям {\displaystyle Ox}, {\displaystyle Oy} и {\displaystyle Oz}, соответственно, лишь в конечном числе точек (каждому множеству соответствует своя ось)[6].
- Пространство {\displaystyle \mathbb {R} ^{3}} можно разбить на 3 множества так, что для каждого из них существует такая точка {\displaystyle P}, что это множество пересекается с любой прямой, проходящей через {\displaystyle P}, лишь в конечном числе точек[7].

## Вариации и обобщения
Обобщённая континуум-гипотеза (GCH) утверждает, что для любого бесконечного кардинала {\displaystyle \kappa } не существует кардинала между {\displaystyle \kappa } и {\displaystyle 2^{\kappa }}. Обобщённая континуум-гипотеза также не противоречит аксиоматике Цермело — Френкеля, и, как показали Серпинский в 1947 году и Шпеккер в 1952 году, из неё следует аксиома выбора. GCH независима от CH как в ZF, так и в ZFC. GCH в ZF следует из аксиомы конструктивности.
Алеф-гипотезой (AH) называется утверждение, что для любого алефа {\displaystyle \aleph _{\alpha }} выполнено {\displaystyle 2^{\aleph _{\alpha }}=\aleph _{\alpha +1}}. Данное утверждение эквивалентно GCH в ZFC, поэтому очень часто именно его называют обобщённой континуум гипотезой. В ZF обобщённая континуум гипотеза в точности эквивалентна AC+AH.
В ZFC обобщённая континуум-гипотеза (а значит и алеф-гипотеза) эквивалентна утверждению, что в любом множестве, превосходящем по мощности некоторое бесконечное множество {\displaystyle S}, найдётся подмножество, равномощное булеану {\displaystyle {\mathcal {P}}(S)}.
Специальной алеф-гипотезой (AH(0)) называют утверждение {\displaystyle 2^{\aleph _{0}}=\aleph _{1}}. Это утверждение эквивалентно обычной континуум-гипотезе в ZFC, из-за чего очень часто континуум-гипотезу формулируют именно так. Однако в ZF они неэквивалентны: AH(0) независима от CH в ZF. По этим причинам в ZF часто ошибочно подразумевают под континуум-гипотезой именно специальную алеф-гипотезу. AH(0) влечёт CH. В ZF+AD континуум-гипотеза выполняется, но специальная алеф-гипотеза неверна.